# Selçuk Can
Selçuk Can (ur. 10 sierpnia 1995) – turecki zapaśnik walczący w stylu klasycznym. Brązowy medalista mistrzostw świata w 2022 i 2023.  Mistrz Europy w 2024; trzeci w 2020 i 2023. Wygrał wojskowe MŚ w 2024. Trzeci w Pucharze Świata w 2016 i czwarty w 2022 roku.